# Rapiditat

La rapidesa és el valor d' artanh(v / c) per a la velocitat v i la velocitat de la llum c

En la relativitat especial, el concepte clàssic de velocitat es converteix en rapidesa per acomodar el límit determinat per la velocitat de la llum. Les velocitats s'han de combinar mitjançant la fórmula d'addició de velocitat d'Einstein. Per a velocitats baixes, la rapidesa i la velocitat són gairebé exactament proporcionals, però, per a velocitats més altes, la rapidesa pren un valor més gran, sent la rapidesa de la llum infinita.
Matemàticament, la rapidesa es pot definir com l'angle hiperbòlic que diferencia dos marcs de referència en moviment relatiu, cada fotograma associat a coordenades de distància i temps.
Utilitzant la funció hiperbòlica inversa artanh, la rapidesa w corresponent a la velocitat v és w = artanh(v / c) on c és la velocitat de la llum. Per a velocitats baixes, w és aproximadament v / c. Com que en relativitat qualsevol velocitat v està restringida a l'interval −c < v < c la relació v / c satisfà −1 < v / c < 1. La tangent hiperbòlica inversa té l'interval unitari (−1, 1) per al seu domini i tota la línia real per a la seva imatge; és a dir, l'interval −c < v < c s'assigna a −∞ < w < ∞.

## Història
El 1908 Hermann Minkowski va explicar com la transformació de Lorentz es podia veure com una simple rotació hiperbòlica de les coordenades espai-temps, és a dir, una rotació a través d'un angle imaginari. Per tant, aquest angle representa (en una dimensió espacial) una simple mesura additiva de la velocitat entre fotogrames. El paràmetre de rapidesa que substituïa la velocitat va ser introduït el 1910 per Vladimir Varićak i per ET Whittaker. Alfred Robb (1911) va anomenar el paràmetre de rapidesa i aquest terme va ser adoptat per molts autors posteriors, com Ludwik Silberstein (1914), Frank Morley (1936) i Wolfgang Rindler (2001).

### Àrea d'un sector hiperbòlic
La quadratura de la hipèrbola xy = 1 de Grégoire de Saint-Vincent va establir el logaritme natural com l'àrea d'un sector hiperbòlic o una àrea equivalent enfront d'una asímptota. En la teoria de l'espai-temps, la connexió dels esdeveniments per la llum divideix l'univers en passat, futur o en un altre lloc basat en un aquí i ara. En qualsevol línia de l'espai, un feix de llum es pot dirigir cap a l'esquerra o la dreta. Preneu l'eix-x com els esdeveniments passats pel feix dret i l'eix y com els esdeveniments del feix esquerre. Aleshores un marc en repòs té temps al llarg de la diagonal x = y. La hipèrbola rectangular xy = 1 es pot utilitzar per mesurar velocitats (al primer quadrant). La velocitat zero correspon a (1, 1). Qualsevol punt de la hipèrbola té coordenades del con de llum {\displaystyle (e^{w},\ e^{-w})} on w és la rapidesa, i és igual a l'àrea del sector hiperbòlic de (1, 1) a aquestes coordenades. Molts autors es refereixen en canvi a la hipèrbola unitat {\displaystyle x^{2}-y^{2}}, utilitzant la rapidesa per a un paràmetre, com en el diagrama espai-temps estàndard. Allà els eixos es mesuren amb un rellotge i un pal de mesura, punts de referència més coneguts i la base de la teoria de l'espai-temps. Per tant, la delimitació de la rapidesa com a paràmetre hiperbòlic de l'espai del feix és una referència a l'origen del segle XVII de les nostres precioses funcions transcendentals, i un suplement al diagrama de l'espai-temps.

## L'impuls de Lorentz
a rapidesa w sorgeix en la representació lineal d'un impuls de Lorentz com a producte de matriu vectorial {\displaystyle {\begin{pmatrix}ct'\\x'\end{pmatrix}}={\begin{pmatrix}\cosh w&-\sinh w\\-\sinh w&\cosh w\end{pmatrix}}{\begin{pmatrix}ct\\x\end{pmatrix}}=\mathbf {\Lambda } (w){\begin{pmatrix}ct\\x\end{pmatrix}}.}
La matriu Λ(w) és del tipus {\displaystyle {\begin{pmatrix}p&q\\q&p\end{pmatrix}}} amb p i q satisfent p2 – q2 = 1, de manera que (p, q) es troba a la hipèrbola unitat. Aquestes matrius formen el grup ortogonal indefinit O(1,1) amb àlgebra de Lie unidimensional abastada per la matriu d'unitats antidiagonal, mostrant que la rapidesa és la coordenada d'aquesta àlgebra de Lie. Aquesta acció es pot representar en un diagrama espai-temps. En notació exponencial matricial, Λ(w) es pot expressar com {\displaystyle \mathbf {\Lambda } (w)=e^{\mathbf {Z} w}}, on Z és el negatiu de la matriu unitat antidiagonal {\displaystyle \mathbf {Z} ={\begin{pmatrix}0&-1\\-1&0\end{pmatrix}}.}Una propietat clau de l'exponencial de la matriu és {\displaystyle e^{Xs+Xt}=e^{Xs}e^{Xt}} de la qual se segueix immediatament que {\displaystyle \mathbf {\Lambda } (w_{1}+w_{2})=\mathbf {\Lambda } (w_{1})\mathbf {\Lambda } (w_{2}).} Això estableix la propietat additiva útil de la rapidesa: si A, B i C són marcs de referència, aleshores {\displaystyle w_{\text{AC}}=w_{\text{AB}}+w_{\text{BC}},} on wPQ denota la rapidesa d'un marc de referència Q en relació amb un marc de referència P. La simplicitat d'aquesta fórmula contrasta amb la complexitat de la corresponent fórmula d'addició de velocitat.

## En física experimental de partícules
L'energia E i el moment escalar |p| d'una partícula de massa (en repòs) no nul·la m estan donades per: {\displaystyle {\begin{aligned}E&=\gamma mc^{2}\\\left|\mathbf {p} \right|&=\gamma mv.\end{aligned}}} Amb la definició de w {\displaystyle w=\operatorname {artanh} {\frac {v}{c}},} i així amb {\displaystyle \cosh w=\cosh \left(\operatorname {artanh} {\frac {v}{c}}\right)={\frac {1}{\sqrt {1-{\frac {v^{2}}{c^{2}}}}}}=\gamma }{\displaystyle \sinh w=\sinh \left(\operatorname {artanh} {\frac {v}{c}}\right)={\frac {\frac {v}{c}}{\sqrt {1-{\frac {v^{2}}{c^{2}}}}}}=\beta \gamma ,} l'energia i el moment escalar es poden escriure com: {\displaystyle {\begin{aligned}E&=mc^{2}\cosh w\\\left|\mathbf {p} \right|&=mc\,\sinh w.\end{aligned}}}